# MAS-boot
Een MAS-boot was een Italiaanse torpedoboot tijdens de Eerste Wereldoorlog. Ook tijdens de Tweede Wereldoorlog werden zulke MAS-boten door de Italiaanse Marine (Marina Militare), in modernere uitvoering gebruikt. Toen kregen deze eenheden een andere naam: "Decima Flottiglia MAS". 

## Geschiedenis
Een volledig bewapende MAS-boot, de MAS (Motoscafo Armato Silurante) , had een gewicht tussen de 20 en 30 ton naargelang de klasse. Deze torpedoboten waren bewapend met twee torpedo's, waarvan twee lanceerbuizen aan stuur- en bakboord op het dek gemonteerd waren, en bewapend met lichte machinegeweren. Soms voerden ze ook een licht kanon mee. Ze hadden een bemanning van 10 man.

## Eerste Wereldoorlog
Voor het eerst bracht zo'n MAS-boot twee kikvorsmannen, Raffaele Rossetti en Raffaele Paolucci met hun ontworpen torpedo-onderzeeër naar de kust van Pula in Kroatië, om een aanval te ondernemen op de Oostenrijks-Hongaarse vloot die daar voor anker lag. Ook voor het eerst gebruikten de Italiaanse duikers door henzelf ontworpen kleefmijnen. Met succes overigens brachten ze het Oostenrijkse pantserslagschip SMS Viribus Unitis tot zinken, en per toeval de pantserkruiser Wien naar de havenbodem.

## Tweede Wereldoorlog
Tijdens de Tweede Wereldoorlog kreeg deze MAS-eenheid een andere naam de "Decima Flottiglia MAS", deze eenheid had twee onderdelen:
- een onderdeel met MAS snelle torpedoboten.
- een onderdeel gevechtsduikers met "SLC Maiale" bemande "menselijke" torpedo-onderzeeboten.